# 侯蒙
侯蒙（1054年—1121年），字元功。北宋密州高密县（今山东省高密市）人。宋徽宗时尚书左丞。

## 生平
宋神宗元丰八年（1085年）进士及第。担任宝鸡县尉，知柏乡县，有能名。百姓之讼决于庭，受罚之人不怨，改任襄邑县。
宋徽宗崇宁年间担任监察御史、殿中侍御史。上疏论去冗官、容谏臣、明嫡庶、别贤否、绝幸冀、戒滥恩、宽疲民、节妄费、戚里毋预事、阉宦毋假权等十事。徽宗采纳，任命他为侍御史。
高永年西征失敗，被殺死。徽宗大怒，認為是刘仲武等十八将不用命，以至敗軍失將，命侯蒙为给事中，到秦州逮捕、審問刘仲武等十八人。侯蒙到达秦州時，又拜之御史中丞。但侯蒙以汉武帝杀王恢，秦穆公赦免孟明视为例，请求赦免刘仲武等人，宋徽宗同意了。後侯蒙改任刑部尚书、户部尚书。
大观四年（1110年），侯蒙以户部尚书同知枢密院事，进尚书左丞。
政和六年（1116年），为中书侍郎。他与蔡京不协，上言蔡京心术不正，蔡京于是弹劾他独颁钱制之事。
政和七年（1117年）十月，罢职，出知亳州，之后加资政殿学士。
宣和三年（1121年）宋江起义进犯京东路，侯蒙上书朝廷：“江以三十六人横行齐、魏，官军数万无敢抗者，其才必过人。今青溪盗起，不若赦江，使讨方腊以自赎”。主张招降宋江，以讨方腊。宋徽宗让他知东平府，来招抚宋江，没有到任即卒，时年六十八岁，赠开府仪同三司，谥文穆。
《全宋词》据《夷坚甲志》卷四录其词《临江仙》一首，为其登进士第之前作。

## 延伸阅读
[在维基数据编辑]
 《宋史/卷351》，出自脱脱《宋史》